# Ecocritica
L'ecocritica è lo studio della letteratura e dell'ambiente da un punto di vista interdisciplinare, attraverso il quale studiosi di letteratura e di altre discipline umanistiche analizzano testi che esprimono preoccupazioni ambientali ed esaminano i vari modi in cui la letteratura tratta ed ha trattato argomenti quali il dualismo cultura-natura, la presenza di soggettività non umane e le crisi ambientali. L'ecocritica assume una metodologia interdisciplinare analizzando le opere di autori, ricercatori e poeti nel contesto delle tematiche ambientali e naturalistiche. Alcuni studiosi afferenti all'ecocritica riflettono sulle possibili soluzioni per le crisi ambientali contemporanee, sia su scala planetaria che locale.